# Helodiaceae
Calliergonaceae, porodica pravih mahovina u redu Hypnales. Sastoji se od tri roda.

## Rodovi
1. Actinothuidium (Besch.) Broth.
2. Bryochenea C.H.Gao & K.C.Chang
3. Helodium Warnst.